# 인덕대학교
인덕대학교(仁德大學校, Induk University)는 대한민국 서울특별시 노원구에 위치한 전문대학이다.

## 연혁
1971년 12월, 학교법인 인덕학원의 박인덕에 의하여 인덕예술공과전문학교가 설립되었다. 1979년 1월, 전문대학으로 개편되어 인덕공업전문대학으로 교명을 변경한다. 1998년 5월, 교명을 인덕대학으로 변경하고, 2012년 2월, 인덕대학교로 교명을 변경하여 현재에 이르고 있다.
2018년, 교육부의 대학기본역량진단 결과 역량강화대학 선정된 바 있다.

## 교육편제
인덕대학교는 스마트ICT학부, 스마트시티학부, 크리에이티브디자인학부, 방송문화콘텐츠학부, 글로벌비즈니스학부, 방송문화콘텐츠학부 등 6개 학부 아래 33개 학과를 설치하고 전문학사 학위 교육을 실시하고 있다.

## 학생 활동
인덕대학교 교내에는 총 45개의 창업 동아리가 활동 중이며, 매년 9월에 교내 정기 축제인 연지축제가 개최된다.

## 비판과 논란
인덕대학교 설립자로 알려진 박인덕의 친일파 행적이 드러났음에도 불구하고, 인덕대학교 교내 동상으로 남아 있는 것에 대한 비판의 목소리가 있다. 한편, 박인덕은 일제강점기에 조선언론보국회 등 친일 단체에서 간부 역할을 맡은 것으로 알려졌다.

## 캠퍼스 풍경
인덕대학교는 서울특별시 소재 사립 전문대학으로, 월계동에 그 캠퍼스를 두고 있다. 부지 넓이는 약 7만 6천m²로, 꽃동네대학교, 광운대학교 등과 비슷하다. 캠퍼스 서측의 초안산로 등을 통해 접근이 가능하며, 약 10동의 건축물이 위치하고 있다. 동일 법인의 인덕과학기술고등학교와 이어진다.
도심지의 교육가에 위치하다 보니, 인근에 월계고등학교, 염광여자메디텍고등학교 등이 위치한다. 근처에 수도권 전철 1호선 월계(인덕대학)역이 위치하는 등 기반 시설은 좋은 편이다.
미국 워싱턴 D.C.에서 육영사업을 목적으로 설립된 부려재단(Berea in Korea Foundation)을 통한 미국 해외 개발 본부의 재정 원조로 제1공학관, 제2공학관, 제3공학관 등을 건립했으며, 이어 제4공학관, 제5공학관, 제6공학관, 도서관 등이 신축되어 사용되고 있다.

## 같이 보기
- 인덕과학기술고등학교
- 박인덕